# Ulbrichtdoktrinen

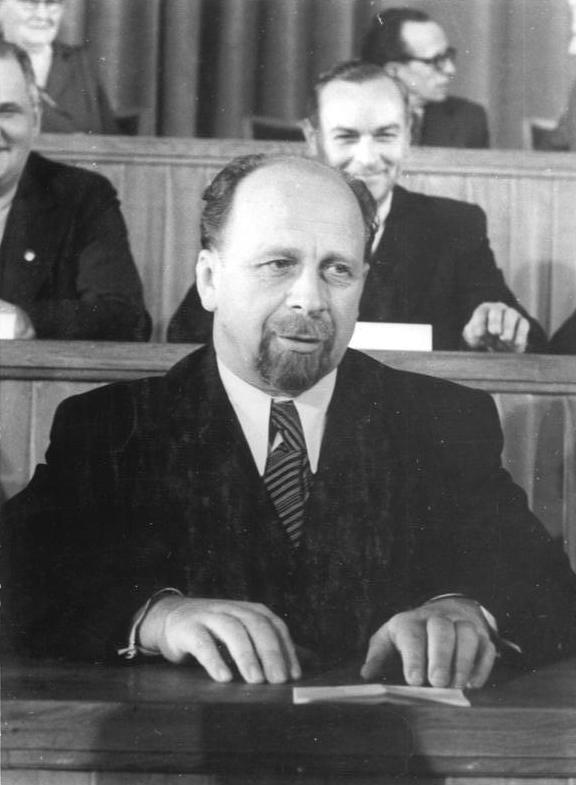
Walter Ulbricht.

Ulbrichtdoktrinen, namngiven efter Walter Ulbricht, innebar att normala diplomatiska relationer mellan Östtyskland eller annat östblocksland och Västtyskland förutsatte att Västtyskland erkände Östtyskland. Doktrinen var ett svar på Hallsteindoktrinen, den västtyska policy som hävdade att Västtyskland var den enda legitima tyska staten.
Doktrinen formulerades av Polen och Östtyskland och de övriga östländerna Tjeckoslovakien, Polen, Ungern, och Bulgarien, förband sig att inte upprätta diplomatiska förbindelser med Västtyskland förrän Västtyskland erkänt Östtyskland. Undantaget var Rumänien som upprättade diplomatiska förbindelser med Västtyskland 31 januari 1967. Erkännandet ledde till en skarp ordväxling mellan Östtyskland och Rumänien. Rumänerna anklagade DDR för att blanda sig i Rumäniens inre angelägenheter och vägrade delta i Warszawapaktens utrikesministermöte såvida det inte senarelades eller flyttades till annan ort än Berlin. För att behålla en fasad av enighet flyttade Leonid Brezjnev mötet till Warszawa.
Västtyskland övergav så småningom Hallsteindoktrinen till förmån för en aktivare Ostpolitik vilket ledde fram till ett grundläggande avtal i december 1972, vilket möjliggjorde att båda de tyska staterna kunde upptas som fullvärdiga medlemmar i FN.